# Nguyễn Dzoãn Cẩm Vân
Nguyễn Dzoãn Cẩm Vân (sinh năm 1954) là chuyên gia ẩm thực nổi tiếng người Việt Nam.

## Tiểu sử
Gia đình bà là người gốc Hà Nội. Trong những năm 1960, gia đình bà vào định cư tại tỉnh Phú Bổn thời Việt Nam Cộng hòa (nay thuộc địa bàn tỉnh Gia Lai). Cha của bà làm công chức, đi làm nuôi vợ con, còn mẹ bà ở nhà chăm sóc con cái, đi chợ nấu ăn. Sau này. mẹ bà mất do đau ốm cũng chỉ vì lo nghĩ quá nhiều về cảnh nghèo quanh năm suốt tháng.
Sinh ra trong gia đình theo đạo Phật, nhưng đến những năm 1960-1970 bà được gia đình gửi vào Sài Gòn học nội trú tại một trường dòng. Về sau bà trở thành giáo viên môn văn của trường PTTH Nguyễn Thượng Hiền, Thành phố Hồ Chí Minh trong 18 năm. Do lương giáo viên rất thấp nên bà đi dạy học về nhà là vào làm bếp, dạy nấu ăn, dạy làm bánh, đan len, móc áo, thêu rua, may gia công,... để xoay xở đủ các nghề miễn là có thể kiếm được tiền nuôi gia đình.

## Sự nghiệp
Năm 1990, bà nghỉ dạy để đưa con trai út sang Úc chữa bệnh tim. Những ngày ở Úc, vừa chăm con, bà vừa may thuê kiếm tiền cho con chữa bệnh, suốt ba năm bà đều đi làm lúc trời chưa sáng, về nhà lúc đêm khuya, mỗi ngày kiếm được 6 USD.
Khi trở về nước thì bà mất việc làm giáo viên, chồng lại thất nghiệp nên có những tháng 30 ngày đi chợ mua chịu đủ 30 ngày, nợ nần chồng chất vì tiền vay chữa bệnh cho con. Nhờ khéo tay, thích làm những việc tỉ mỉ, bà tự tìm tòi dạy bổ túc, rồi đi may thuê, làm bánh bông lan... Sau đó, bà xin dạy làm bánh cho Trung tâm Dạy nghề quận Tân Bình. Ở đây, bà dành hết tâm huyết cho những giờ dạy về nghệ thuật nấu ăn.
Năm 1993, Đài Truyền hình Thành phố Hồ Chí Minh cần một giáo viên có kinh nghiệm dạy nấu ăn cho chương trình "Khéo tay hay làm" và Trung tâm đã giới thiệu bà tham gia chương trình này. Lúc đầu, bà định không nhận lời vì rất sợ, bởi giảng dạy cho số ít người nghe thì được, nhưng để dạy nấu ăn cho hàng triệu người xem trên truyền hình thì thực sự là rất khó khăn. Sau được mọi người thuyết phục, bà đã nhận lời cộng tác làm thử một chương trình. Không ngờ chương trình ấy đã nhận được sự phản hồi tích cực của khán giả. Sau đó bà cũng được hãng phim Phương Nam nhận bà thực hiện những chương trình video dạy nấu ăn 3 miền & món ngon ngày Tết, Nguyễn Dzoãn Cẩm Vân cũng đảm nhiệm vai phụ là người bà kể chuyện cổ tích cho trẻ em trong cuốn video phim thiếu nhi Cổ tích Việt Nam 13 do hãng phim Phương Nam thực hiện năm 2001.
Bà đã có hai năm sống và làm việc ở Bắc Kinh, Trung Quốc và thường xuyên đi Hoa Kỳ khi được Học viện Nấu ăn The Culinary Institute of America tại California (Hoa Kỳ) mời thỉnh giảng. Khó khăn ban đầu là bà không giỏi tiếng Anh, vì thế bà đã tự học để truyền tải được nhiều hơn về văn hóa ẩm thực Việt Nam cho người nước ngoài. Tháng 3 năm 2011, trong lần quảng bá ẩm thực Việt Nam tại Malaysia, bà đã chinh phục được du khách khi giới thiệu miếng trầu Việt Nam qua câu chuyện tình dân gian "Trầu cau" cảm động.
Ở vị trí của một người làm công việc quảng bá ẩm thực Việt Nam ra thế giới, bà luôn tìm cách giúp người nước ngoài hiểu được hết sự tinh tế về mặt hương vị và ý nghĩa văn hóa của từng món ăn Việt. Ví dụ như trong lần giới thiệu ẩm thực Việt Nam tại Học viện Nấu ăn The Culinary Institute of America vào năm 2000, Với một chai nước mắm, một chai giấm, một cốc nước cốt chanh, vài quả quất, hành, tỏi, gừng, gia vị,... bà đã chế biến thành 16 loại nước chấm để dùng cho 16 món ăn khác nhau.
Đến nay, bà đã xuất bản được khoảng 90 đầu sách dạy nấu ăn, trong đó có một cuốn bằng tiếng Anh và hàng ngàn giờ dạy nấu ăn trên truyền hình và ở các trường đại học, nhà hàng trong cả nước Việt Nam. Bà cũng đã xuất bản một vài tuỳ bút và tự truyện.

## Gia đình
Năm 26 tuổi, bà kết hôn với một thầy giáo dạy vi tính theo đạo Công giáo và sinh được 2 người con, và nhận một người con nuôi. Con trai cả là Vĩnh Khải nối nghiệp mẹ, theo nghề bếp, làm quản lý cho nhà hàng Dzoãn ở Phường 5, Quận 3, Thành phố Hồ Chí Minh. Con trai thứ Trường Khải thì theo ngành tin học, và con gái nuôi là Hồng Thúy.
Sau 39 năm chung sống, bà và chồng ly hôn. Con trai cả của bà qua đời năm 2014 do bị đột quỵ tai biến mạch máu não.
Bà theo đạo Phật nhưng trước khi con trai cả qua đời, bà không phải là người ăn chay trường. Năm 2012, bà quy y cửa Phật với pháp danh Diệu Tịnh. Tháng 6 năm 2019, Nguyễn Dzoãn Cẩm Vân xuất gia và hiện đang sinh sống tại tỉnh Bình Dương.